# Concord (jeu vidéo)
Pour les articles homonymes, voir Concord.
Concord est un jeu vidéo de tir à la première personne en ligne de type hero shooter, développé par Firewalk Studios (filiale de PlayStation Studios) et publié par Sony Interactive Entertainment, sorti sur Microsoft Windows et PlayStation 5 le 23 août 2024.
Seulement deux semaines après la mise en ligne de Concord et à la suite de résultats commerciaux particulièrement décevants, Firewalk Studios annonce la fermeture des serveurs et l'inaccessibilité du titre à compter du 6 septembre 2024.

## Trame

### Univers
Le jeu s'inscrit dans un univers de science-fiction à l'échelle d'une galaxie nommée Concord. Il est parfois comparé à celui des Gardiens de la Galaxie,.

### Personnages
Les personnages sont des Freegunners, et sont, à la sortie du jeu, au nombre de seize. Ils sont tous membres de l'équipage du Northstar, un groupe de mercenaires. Les cinq premiers personnages dévoilés sont Vale, Haymar, Star Child, Lennox et 1-Off. Le jeu permet notamment d'incarner une femme transgenre noire, Bazz, inspiré de Mila Jam (en), qui prête également sa voix au personnage.

## Système de jeu
Concord est un jeu de tir à la première personne de type hero shooter, basé sur des affrontements entre deux équipes de cinq joueurs. Les joueurs peuvent incarner l'un des seize personnages jouables, chacun s'inscrivant dans l'une des quatre classes (Tank, DPS, Healer et Support) et ayant ses propres capacités. Au cours d'une partie, il est possible de changer de personnage, ce qui leur accorde un bonus permanent, tels qu'un rechargement accru de l'arme, des soins plus efficaces, une réduction du recul ou une augmentation de la vitesse de déplacement. Le jeu comporte un système de Créateur d'équipes, qui permet d'inclure jusqu'à trois variantes d'un personnage dans son équipe lorsqu'ils sont débloqués.
Certains mécanismes de jeu incluent des équipements spéciaux tels que des coussinets de guérison et des mines trébuchantes. Les joueurs peuvent également trouver des stations de soin pour restaurer sa santé, en plus des capacités de soin. Des capacités d'esquives, de double saut, de lévitation, de boucliers ou de boosts sont également disponibles. Il existe plusieurs types d'armes, comme le fusil à pompe, l'arbalète enflammée, les couteaux de lancer, les revolvers, ou les fusils de précision.
Un total de douze cartes est disponible. De plus, six modes de jeux sont disponibles à la sortie, dont le mode « Chasse aux trophées », qui consiste à tuer ses adversaires, puis à confirmer leur élimination en récupérant leur plaque déposée à leur mort ; le mode « Contrôle de zone » qui consiste à conquérir des zones (A, B et C) dans le but de marquer des points ; le mode « Élimination », un mode de match à mort par équipe ; le mode « Chasse au signal », qui contient un point de capture qui change régulièrement de place ; le mode « Récupération » qui consiste à récupérer un robot au milieu de la carte et à le ramener dans la base alliée et le mode « Occupation » qui consiste à garder le contrôle d'une zone ou tuer tous les adversaires, ces deux derniers modes empêchant le respawn.
Le jeu est censé disposer à sa sortie de mises à jour gratuites qui ajoutent plus de contenu (personnages, cartes, vignettes, etc.). Chaque semaine, le jeu propose de nouvelles vignettes vidéos qui présentent les personnages de Concord. Les vignettes racontent une histoire continue avec des personnages recevant leurs propres arcs narratifs.

## Développement
Firewalk Studios est fondé en 2018 à Bellevue, dans l'État de Washington, aux États-Unis. Il est alors l'un des trois studios détenus par la société mère Probably Monsters, fondée par Harold Ryan, ancien président-directeur général de Bungie Studios. Il se compose également d'anciennes figures de Bungie qui ont notamment collaboré ensemble sur Destiny tels que le directeur Tony Hsu, le directeur de jeu Ryan Ellis et la productrice Elena Siegman.
Le développement de Concord débute, selon les sources, soit en 2016,,,, soit en 2020 au sein du garage de Harold Ryan. Il constitue le premier projet du studio avec une ambition triple-A, et s'inspire notamment des jeux de tir à personnages charismatiques Overwatch et Valorant. En 2021, le studio conclut un partenariat avec Sony Interactive Entertainment, qui souhaite que Firewalk opère indépendamment des deux autres studios de Probably Monsters. À ce stade, le studio comporte une centaine d'employés. Il est finalement acquis par Sony en 2023,.
Firewalk Studios dévoile officiellement Concord lors du PlayStation Showcase (en) du 22 mai 2023 par le biais d'une courte bande-annonce en effets spéciaux numériques,[source insuffisante]. Un an plus tard, le studio révèle plus d'informations sur le jeu au cours du State of Play (en) du 30 mai 2024 notamment une date de sortie fixée au 23 août 2024 sur PlayStation 5 et Microsoft Windows. Il est également annoncé que le jeu aura le droit à son propre épisode au sein de la série Secret Level.
Du 12 au 14 juillet 2024, Concord est lancé en version bêta et est accessible à toutes les personnes ayant précommandé le jeu. Une seconde phase est lancée du 18 au 21 juillet 2024, désormais accessible à tous les joueurs. Un mode « Entraînement » est ajouté à la sortie du jeu.
La première saison est présentée le 13 août 2024 et s'intitule The Tempest. Elle est censée marquer l'introduction d'un nouveau Freegunner, d'une nouvelle carte, des variantes pour les Freegunners déjà existants et des cosmétiques divers. Cette saison est annoncée pour octobre 2024. Il est également rapporté qu'une boutique avec des microtransactions sera inclus dans le jeu, mais uniquement pour l'acquisition de produits cosmétiques,.
Selon le journaliste Colin Moriarty, qui dit avoir une source en interne, le jeu aurait coûté 400 millions de dollars (pour comparaison, le développement du jeu Marvel's Spider-Man 2 s'est élevé à 315 millions de dollars), cependant ce coût est remis en cause par Kotaku ou Forbes qui annoncent un coût d'un peu plus de 200 millions de dollars,.
Ryan Ellis démissionne de son poste de directeur de jeu peu après la sortie de Concord.

## Commercialisation
Une phase de précommande est lancée début juin 2024.
Le jeu sort le 23 août 2024 sur PlayStation 5 et Microsoft Windows pour la somme de 40 euros ou 45 dollars en fonction de sa localisation,. Pour la version sur ordinateur, le jeu est distribué en format dématérialisée par l'intermédiaire de l'Epic Games Store et Steam. En outre, quelle que soit la plate-forme, les joueurs sont dans l'obligation d'utiliser un compte PlayStation Network afin d'accéder aux serveurs du jeu.

## Accueil

### Accueil critique
Metacritic accorde au jeu la note de 62% sur PS5 et 65% sur PC,. Il obtient la note de 64% sur OpenCritic.
Selon Ouest-France, le jeu a une « direction artistique réussie ». Le fait que chaque personnage ait le droit à sa propre cinématique est mis en avant. Le gameplay est lui qualifié de « lourd ». Cependant, le modèle économique du jeu est l'une des plus grosses critiques émises : « le plus grand défaut de Concord, est financier ».
IGN France lui reproche un manque d'inspiration. La possibilité de pouvoir changer de personnage en cours de partie est cependant mise en avant. Il est reproché au jeu de trop inciter au « grind » et à la rétention de joueurs, avec de nombreuses quêtes. IGN n'est également pas convaincu par la proposition de cinématiques d'histoire chaque semaine, préférant avoir une base de lore plus conséquente à la sortie du jeu.
IGN considère le jeu comme amusant et explique avoir passé 40 heures sur le jeu, même si le jeu a encore une évolution à avoir. Les capacités sont particulièrement mises en avant, expliquant que le jeu provoque autant de plaisir à la première partie qu'à la trentième. Les modes de jeux sont eux considérés comme peu inspirés, à l'inverse des personnages. Les 12 cartes sont elles considérées comme bonnes.
Jeuxvideo.com considère que le jeu a validé les bonnes impressions. Le casting est particulièrement mis en avant, considérant que « les sensations et les designs sont parfaitement réussis pour chacun des héros ». Le jeu est considéré comme fun et agréable à jouer, avec une lassitude peu présente, grâce à la fonctionnalité de changement de héros. L'univers du jeu est considéré comme pas assez exploité.
Gameblog reproche lui aussi le manque de lore de Concord. Le côté technique du jeu est mis en avant, le site étant surpris par la qualité technique du premier jeu du studio. La non-compréhension des classes associés à chaque personnage est remis en cause. Le jeu est considéré comme mou, et le site estime qu'on met trop de temps à tuer nos adversaires. Cependant, le prix est considéré comme raisonnable en comparaison avec le prix d'Helldivers 2, mais est comparé également aux concurrents, sur un marché principalement free to play.

#### Critique des personnages
Les personnages sont fortement comparés à ceux d'Overwatch. Par exemple, IT-Z qui utilise une mitraillette et possède des pouvoirs de téléportation, est comparé à Sombra. De plus, Roka qui lance des roquettes avec son gameplay aérien est assimilée à Pharah. Enfin, DaVeers est lui comparé à Junkrat, et Lennox à Cassidy.

### Popularité
En deux semaines de commercialisation, le jeu atteint un pic sur Steam de 697 joueurs. La version bêta atteint un pic de 2 388 joueurs. Le jeu connaît régulièrement un nombre de joueurs équivalent à une centaine de joueurs sur Steam.
Concord s'inscrit dans un marché très fermé, avec de nombreux titres bien implantés : Overwatch, Fortnite ou Apex Legends. Ces titres sont en plus accessibles en free-to-play, là ou Concord est accessible pour 40 euros. Cette stratégie de marketing est fortement remise en cause,. Le jeu est sorti dans la même intervalle que Black Myth: Wukong, qui a connu un grand succès.
Le jeu est notamment moqué sur les réseaux pour sa direction artistique, ainsi que le design de ses personnages,.

### Ventes
Les ventes du jeu sont estimées à 25 000 exemplaires. Des analystes de l'industrie estiment que ce « fiasco », dans un marché qui a pourtant réservé un excellent accueil à des titres aux ambitions similaires, s'explique par le modèle économique du jeu, vendu à quarante euros alors que ses principaux compétiteurs sont free-to-play, par le caractère confidentiel de la marque, et par le manque d'éléments distinctifs.
Ces chiffres si mauvais font dire à Liam Deane, analyste principal d'Omdia, que le jeu se portait sûrement très mal aussi sur PlayStation 5. C'est en tout cas ce qu'indique Mat Piscatella, analyste chez Circana, qui partage à IGN les données de leur outil de suivi des joueurs : le lundi 26 août, Concord était le 147e jeu le plus joué sur PlayStation 5 aux États-Unis, concentrant ainsi moins de 0,2% des joueurs actifs.

## Postérité

### Arrêt de commercialisation et mise hors-ligne
Le 3 septembre 2024, le directeur de l'équipe de développement a annoncé la fermeture temporaire des serveurs à compter du 6 septembre et le remboursement intégral des joueurs ayant acheté le jeu, le temps de trouver des solutions suite aux avis très critiques de la part des joueurs et de la presse spécialisée et aux chiffres de ventes catastrophiques,,.

« Chers fans de Concord, nous avons écouté vos retours avec attention depuis la sortie et nous voulons remercier tous ceux qui ont rejoint l’aventure à bord du Northstar. Votre soutien et la passion communautaire qui a émergé autour du jeu a beaucoup de valeur pour nous.
Cependant, même si beaucoup de qualités de cette expérience ont résonné avec les joueurs, nous reconnaissons également que d’autres aspects du jeu et que notre lancement initial n’ont pas eu l’effet escompté. Par conséquent, pour le moment, nous avons décidé de fermer les serveurs à partir du 6 septembre 2024 et d’explorer d’autres options, en comptant celles qui devraient mieux réussir à attirer des joueurs.
Pendant que nous déterminons la meilleure voie à suivre, les ventes de Concord vont immédiatement cesser et nous commencerons à proposer un remboursement total pour tous les joueurs qui ont acheté le jeu sur PS5 ou sur PC. »

### Fermeture de Firewalk Studio et arrêt définitif deConcord
Le 29 octobre 2024, Firewalk Studios est fermé par Sony et arrête définitivement le développement de Concord,,. La fermeture du studio se place dans un contexte plus global de l'industrie du jeu vidéo, fortement touché par les licenciements et fermeture. Canard PC remet notamment en question la capacité de Sony à s'investir dans les jeux services, ainsi que la cécité dont l'éditeur a pu faire preuve dans le développement de Concord. L'échec du jeu mène à l'annulation de plusieurs autres projets de jeux services au sein des PlayStation Studios.
L'arrêt définitif du développement de Concord apporte quelques interrogations au sujet des jeux à gros budgets,, ainsi que sur la stratégie de Sony de s'instaurer dans le marché des jeux-services, The Last of Us Online ayant été annulé dans la même année,,. Ces critiques sont contrastées par le succès de Helldivers 2,. Le jeu est comparé à d'autres échecs commerciaux, comme Skulls & Bones, Suicide Squad: Kill the Justice League ou XDefiant,.
En mai 2025, une développeuse du jeu décide de donner a Goodwill (association type Emmaüs) sa plaque commémorative du lancement de Concord.